# Port lotniczy Kijów-Boryspol
Port lotniczy Kijów-Boryspol (ukr. Міжнародний аеропорт «Бориспіль», ang. Boryspil International Airport, kod IATA: KBP, kod ICAO: UKBB) – największe międzynarodowe i krajowe lotnisko na Ukrainie. Położone jest w miejscowości Boryspol, 29 km na wschód od centrum Kijowa.
Port lotniczy w Boryspolu jest jednym z trzech, obok Żulanów i Hostomla, lotnisk obsługujących stolicę Ukrainy.

## Kierunki lotów i linie lotnicze
Od 24 lutego 2022 r. wszystkie loty pasażerskie zostały zawieszone na czas nieokreślony.
| Linia lotnicza                 | Kierunek |
| ------------------------------ | --- |
| Air Arabia                     | 1. Szardża |
| Air Astana                     | 1. Ałmaty 2. Astana |
| Air France                     | 1. Paryż-Charles de Gaulle |
| Air Baltic                     | 1. Ryga 2. Wilno |
| AnadoluJet                     | 1. Ankara |
| Austrian Airlines              | 1. Wiedeń |
| Azerbaijan Airlines            | 1. Baku |
| Azur Air Ukraine               | Sezonowo: 1. Barcelona Czartery: 1. Hurghada 2. Szarm el-Szejk Sezonowe czartery: 1. Antalya 2. Bodrum 3. Burgas 4. Dalaman 5. Enfidha 6. La Romana 7. Nha Trang 8. Punta Cana |
| Bravo Airways                  | 1. Amman 2. Bejrut |
| El Al                          | 1. Tel Awiw |
| Eurowings                      | 1. Düsseldorf |
| Flydubai                       | 1. Dubaj |
| FlyOne                         | Sezonowo: 1. Kiszyniów |
| KLM                            | 1. Amsterdam |
| LOT                            | 1. Warszawa-Okęcie |
| Lufthansa                      | 1. Frankfurt 2. Monachium |
| Pegasus Airlines               | 1. Ankara Sezonowo: 1. Bodrum 2. Izmir |
| Qatar Airways                  | 1. Doha |
| Ryanair                        | 1. Ateny 2. Barcelona 3. Mediolan-Bergamo 4. Berlin 5. Bolonia 6. Bratysława 7. Bydgoszcz 8. Katania 9. Kolonia/Bonn 10. Dublin 11. Gdańsk 12. Frankfurt-Hahn 13. Katowice 14. Kraków 15. Londyn-Stansted 16. Madryt 17. Malta 18. Manchester 19. Neapol 20. Pafos 21. Poznań 22. Ryga 23. Rzym-Fiumicino 24. Sofia 25. Treviso 26. Turyn 27. Walencja 28. Wiedeń 29. Wilno 30. Warszawa-Modlin 31. Weeze 32. Wrocław Sezonowo: 1. Chania |
| Scandinavian Airlines System   | 1. Oslo-Gardermoen |
| SkyUp Airlines                 | 1. Alicante 2. Ałmaty 3. Ateny 4. Barcelona 5. Batumi 6. Paryż-Beauvais 7. Berlin 8. Dammam 9. Dubaj 10. Madera 11. Stambuł 12. Dżudda 13. Larnaka 14. Lizbona 15. Łódź 16. Madryt 17. Monachium 18. Nicea 19. Praga 20. Rijad 21. Tbilisi 22. Tel Awiw 23. Walencja 24. Erywań Sezonowo: 1. Bahrajn 2. Mediolan-Bergamo 3. Bodrum 4. Burgas 5. Katania 6. Kolombo 7. Dalaman 8. Dubrownik 9. Faro 10. Hambantota–Mattala 11. Heraklion 12. Izmir 13. Kos 14. Kuwejt 15. Lamezia Terme 16. Lyon 17. Malaga 18. Malta 19. Marsylia 20. Monastyr 21. Maskat 22. Neapol 23. Pula 24. Rodos 25. Rimini 26. Rzym-Ciampino 27. Salzburg 28. Sofia 29. Split 30. Taszkent 31. Teneryfa-Południe 32. Tirana 33. Tivat 34. Warna 35. Zakintos 36. Zanzibar Sezonowe czartery: 1. Antalya 2. Hurghada 3. Marsa Alam 4. Szarm el-Szejk                  |
| Swiss International Air Lines  | 1. Zurych |
| Turkish Airlines               | 1. Stambuł |
| Ukraine International Airlines | 1. Amsterdam 2. Ankara 3. Ateny 4. Baku 5. Barcelona 6. Mediolan-Bergamo 7. Berlin 8. Bruksela 9. Budapeszt 10. Kair 11. Kiszyniów 12. Kopenhaga 13. Delhi 14. Dniepr 15. Dubaj 16. Düsseldorf 17. Genewa 18. Helsinki 19. Stambuł 20. Iwano-Frankiwsk 21. Charków 22. Chersoń 23. Larnaka 24. Londyn-Gatwick 25. Lwów 26. Madryt 27. Mediolan 28. Monachium 29. Nowy Jork-JFK 30. Odessa 31. Oslo-Gardermoen 32. Paryż-Charles de Gaulle 33. Praga 34. Ras al-Chajma 35. Rzym-Fiumicino 36. Sofia 37. Sztokholm-Arlanda 38. Tbilisi 39. Tel Awiw 40. Toronto-Pearson 41. Wenecja 42. Erywań 43. Zaporoże 44. Zurych Sezonowo: 1. Alicante 2. Izmir 3. Pula 4. Split 5. Tirana Sezonowe czartery: 1. Antalya 2. Bodrum 3. Cancún 4. Dalaman 5. Hambantota–Mattala 6. Kayseri 7. La Romana 8. Male 9. Marsa Alam 10. Rodos 11. Szarm el-Szejk |
| Vueling Airlines               | 1. Paryż-Orly |
| Windrose Aviation              | 1. Belgrad 2. Dniepr 3. Iwano-Frankiwsk 4. Charków 5. Lublana 6. Lwów 7. Odessa 8. Sofia 9. Użhorod 10. Zagrzeb 11. Zaporoże Sezonowo: 1. Bodrum 2. Burgas 3. Dubrownik 4. Mikołajów 5. Pula 6. Rodos 7. Split |

## Historia

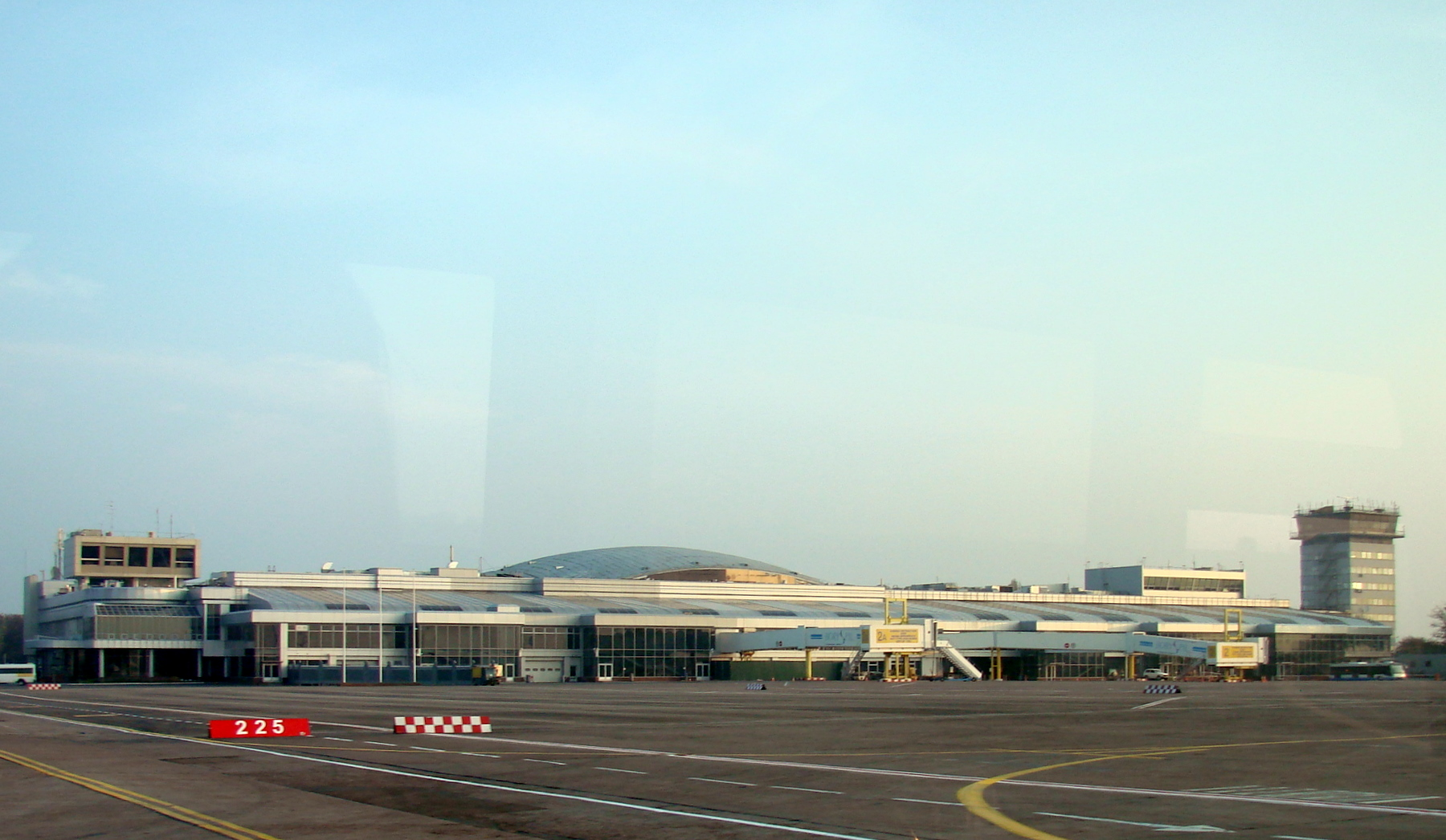
Terminal B w przebudowie

Pasażerski Port Lotniczy powstał w wyniku decyzji Rady Ministrów USRR z 22 czerwca 1959 roku na bazie lotniska wojskowego. Od 7 lipca 1959 roku lotnisko obsługuje loty pasażerskie i towarowe. Pierwsze stałe połączenie otwarto na trasach Moskwa-Kijów-Moskwa oraz Leningrad-Kijów-Leningrad. W listopadzie 1960 roku powstała linia lotnicza na której wyposażeniu był Tu-104 i An-10. W 1965 roku został otwarty nowy terminal pasażerski. Od 1980 roku Port Lotniczy Boryspol obsługiwał niektóre międzynarodowe rejsy dla członków wyższego aparatu partyjnego ZSRR, zwykli obywatele mogli opuścić Związek Radziecki jedynie przez Moskiewskie lotnisko Szeremietiewo. 11 marca 1993 roku na podstawie rozporządzenia Ministra transportu Ukrainy w Boryspolu powstał Międzynarodowy Port Lotniczy.
Na początku lat 2000, port lotniczy stał się węzłem nie tylko dla lotów bezpośrednim, ale także dla lotów tranzytowych zagranicznych linii lotniczych. Strategia rozwoju portu lotniczego podkreśla rolę węzła od popytu krajowych pasażerów rośnie niewystarczająco w stosunku do możliwości ruchu tranzytowego.
W 2001 roku ukończono budowę nowego pasa startowego i lotniska obsłużyło 1,5 mln pasażerów. Lotnisko ma ILS III kategorii.
W 2002 roku lotnisko uzyskała certyfikat ISO 9001 systemu zarządzania jakością.
Jest to jedno z największych lotnisk w Europie Wschodniej z ponad sześć milionów pasażerów obsłużonych w 2008 roku. Lotnisko konsekwentnie stanowi od 60% do 70% zapotrzebowania podróży lotniczych Ukrainy, pomimo spadku o 13% w 2009 roku obsłużyło 5,8 mln pasażerów w ubiegłym roku, więcej niż w 2007 roku.

## Rozwój
Port lotniczy Kijów-Boryspol obsługuje większość ruchu międzynarodowego Ukrainy. Terminal B, z tylko jedenastoma bramkami, z których dwie są obsługiwane przez rękawy, nie wystarczał do obsługi wszystkich lotów międzynarodowych z lotniska. To był powód do rozbudowy tego terminala, która rozpoczęła się w 2005 roku. Pierwszy etap rozbudowy Terminalu B został otwarty 27 stycznia 2006 roku. W 2008 roku kontrola paszportowa terminalu odlotów B została przeniesiona dalej na wschód (wraz z wejściem do głównej strefy bezcłowej).

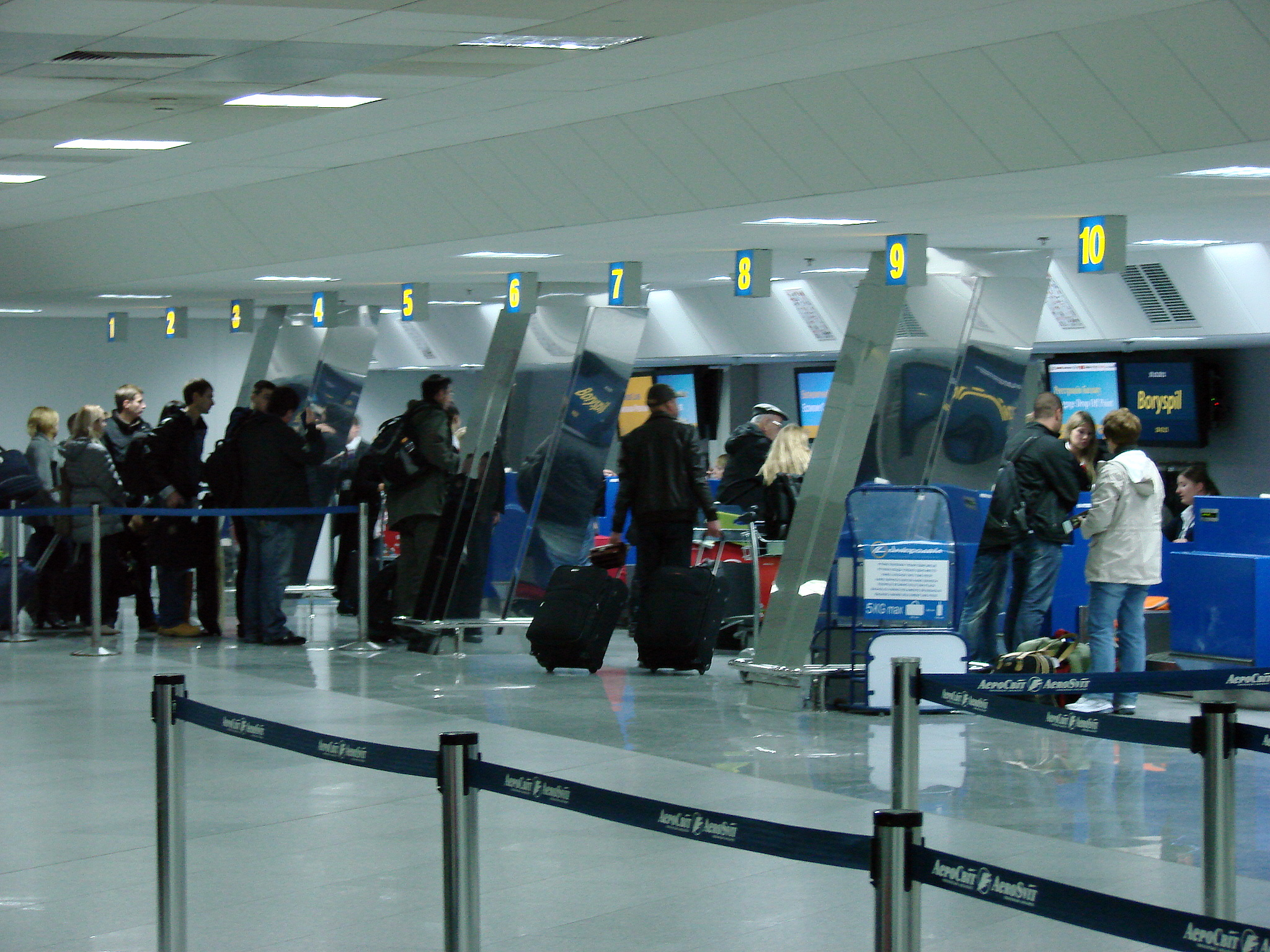
Strefa check-in w Terminalu B

Budowa terminalu D została zakończona do 2011 roku kosztem 1,661 mld (208 mln USD). Terminal ma pojemność 1500 osób na godzinę i zajmie powierzchnię 44,9 ha. Platforma M, która jest połączona z terminalem B i wymaga przebudowy, miała być odbudowana w latach 2009–2010. Powodem opóźnienia w jej przebudowie był fakt, że Terminal B musi być w pełni operacyjny w pierwszej kolejności.
Nowy pas startowy był budowany od 2012 do 2014 roku. Budowa terminalu D została ukończona na początku 2012 r., zwiększając znacznie zdolność lotniska do obsługi pasażerów. Od 1 listopada 2010 pracuje Terminal F.

## Transport
Port lotniczy Kijów-Boryspol jest dobrze połączony ze stolicą Ukrainy i całym obszarem metropolitalnym, zarówno poprzez swoje położenie i połączenia komunikacyjne. Wjazd do lotniska znajduje się na węźle „Boryspol” drogi międzynarodowej M03, poprzez 18 km autostrady łączącej lotnisko z obrzeżami Kijowa, dzięki czemu na lotnisko łatwo dojechać samochodem. Oprócz tego lotnisko posiada parkingi, wyznaczone punkty dojazdowe i postoje taksówek. Taksówki mogą być zarezerwowane na określoną cenę w okienkach wewnątrz budynków terminalu. Obecnie publiczny autobus linii obsługuje lotnisko:
- 322 „Bus Sky” – Lotnisko Boryspol – Dworzec Centralny (transfer do metra)

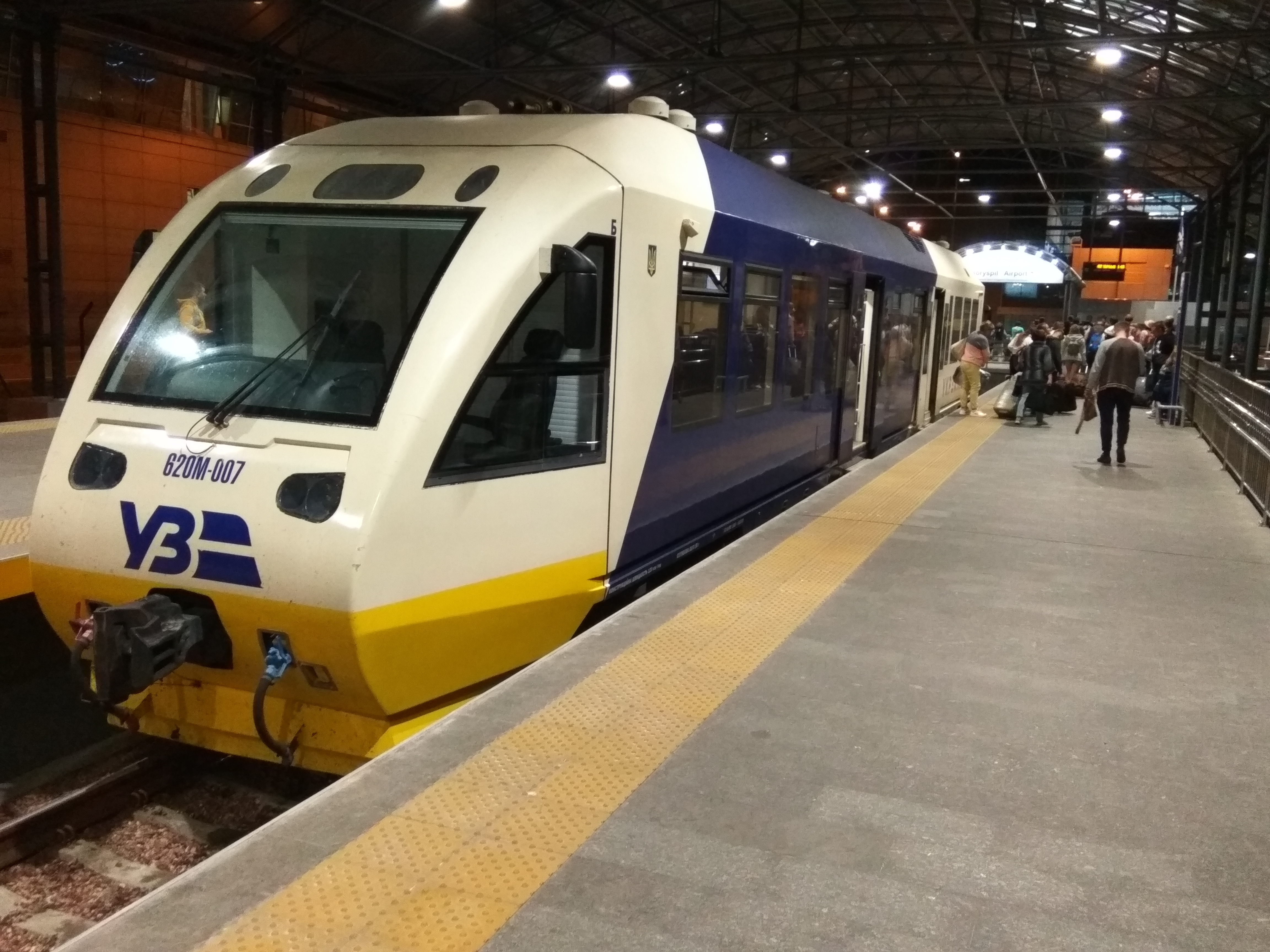
Stacja kolejowa Boryspil-Aeroport

W sierpniu 2010 roku ukraiński rząd ogłosił plany budowy połączenia kolejowego z lotniska do dworca centralnego w Kijowie, które miało być gotowe do wiosny 2012 roku, w czasie Euro 2012. We wrześniu 2010 r. doszło do porozumienia z rządem Chin i chińską firmą budowlaną do finansowania i rozpoczęcia prac nad tym projektem. Linia trasy miała obejmować 8 km zelektryfikowanej łącznicy do istniejącej linii kolejowej, kończącej się w centralnym obszarze terminala lotniska. Miała mieć dwie stacje: przy terminalu D, oraz przy terminalach B, C i F. Wszczęcie prac przeciągało się do 2017 przy wielokrotnych zmianach koncepcji. Ostatecznie w 2018 rząd Ukrainy wybudował z własnych środków niezelektryfikowaną, jednotorową łącznicę kolejową o długości 4 km, ze stacją przy terminalu D. Pociągi Kyiv Boryspil Express kursują w godzinach szczytu co 30 minut, podróż pomiędzy lotniskiem a głównym dworcem kolejowym Kijowa trwa 40 minut, po drodze pociągi zatrzymują się na dworcu Darnycia na południowo-wschodnich obrzeżach miasta oraz na przystanku Wydubyczi gdzie stworzony w 2020 węzeł przesiadkowy umożliwia dogodną przesiadkę do kijowskiego metra. Połączenie obsługiwane jest przez ukraińskie państwowe koleje Ukrzaliznycia przy użyciu trzech trójczłonowych spalinowych zespołów trakcyjnych DPKr-3 oraz pięciu spalinowych wagonów silnikowych Pesa 620M.

## Struktura

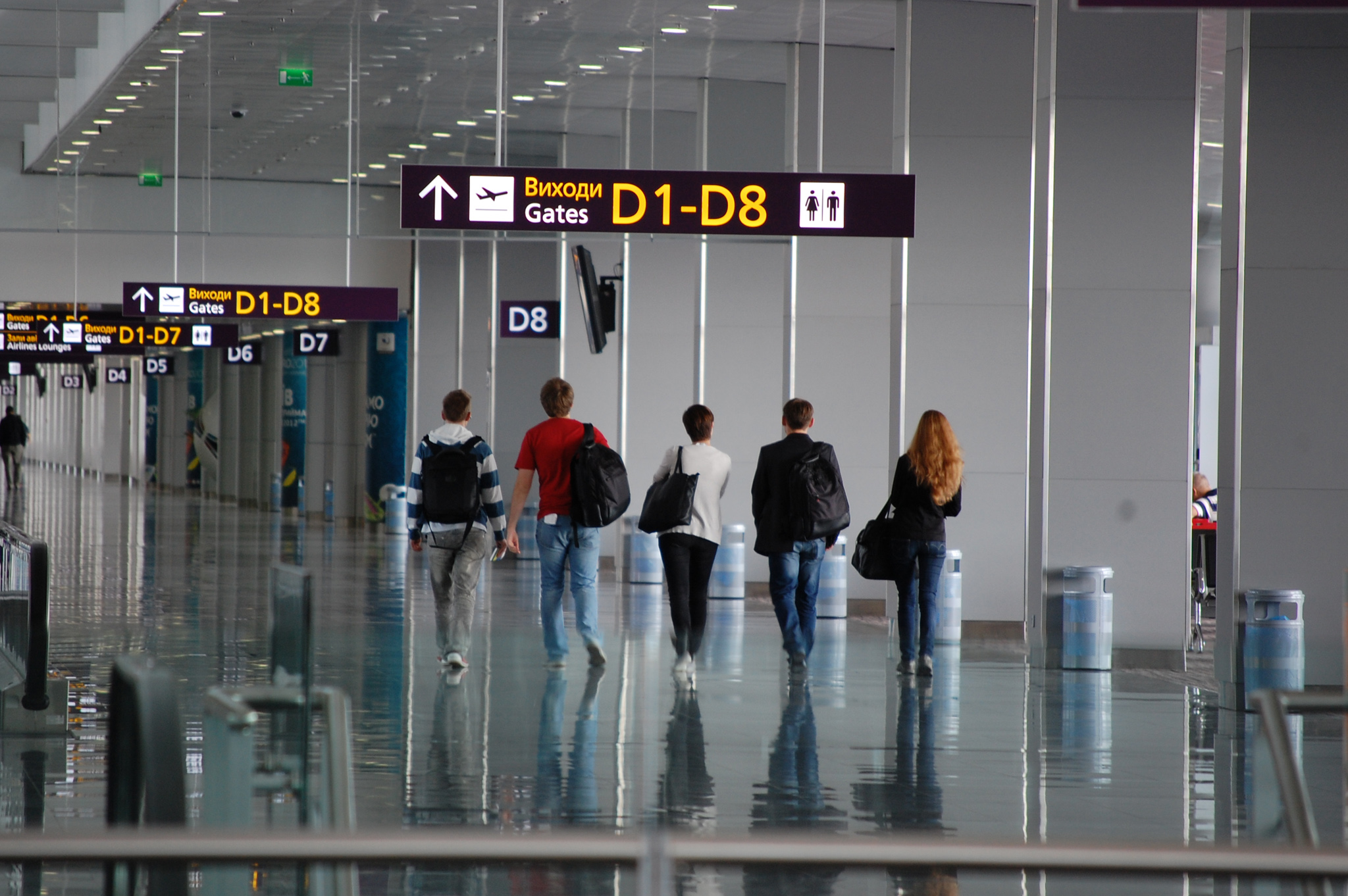
Terminal D

Port lotniczy Kijów-Boryspol składa się z dwóch działających i trzech zamkniętych terminali:
- Terminal D – loty międzynarodowe i krajowe, główny terminal
- Terminal A – już nie działa
- Terminal B – już nie działa
- Terminal C – był wcześniej dla ważnych gości, już nie działa. Od 2012 r. Loty zostały przeniesione do terminalu D
- Terminal F – loty dla linii niskokosztowych, wcześniej jako terminal cargo